# Abronia matudai
Abronia matudai es una especie de lagarto de la familia de los ángidos (Anguidae). Es nativo de Guatemala y México y se distribuye únicamente en 2 poblaciones en San Marcos (Guatemala) y la vertiente mexicana del volcán Tacaná, donde habita el bosque entre 1950 y 2630 m s. n. m. Es considerado una especie en peligro de extinción por la IUCN como consecuencia de perdida de hábitat.